# Nousseviller-Saint-Nabor
Nousseviller-Saint-Nabor település Franciaországban, Moselle megyében. Lakosainak száma 1185 fő (2022. január 1.). Nousseviller-Saint-Nabor Bousbach, Diebling, Hundling, Kerbach, Lixing-lès-Rouhling, Metzing, Rouhling és Tenteling községekkel határos.

## Népesség
A település népességének változása:
| Lakosok száma | 506  | 833  | 916  | 997  | 1185 | 1191 | 1210 | 1194 | 1186 | 1185 |
|               | 1968 | 1982 | 1990 | 2006 | 2013 | 2015 | 2017 | 2019 | 2020 | 2022 |